# Gianni Amelio
Gianni Amelio (Magisano, 20 gennaio 1945) è un regista e sceneggiatore italiano.

## Biografia
Nato a San Pietro Magisano, frazione di Magisano (in provincia di Catanzaro), subito dopo la sua nascita il padre emigra in Argentina per raggiungere il nonno, ivi trasferitosi per motivi di lavoro, e Gianni trascorre quindi infanzia e adolescenza con la madre e la nonna; l'assenza della figura paterna sarà infatti una costante in molte sue opere. Frequenta il liceo classico P. Galluppi di Catanzaro e successivamente l'Università di Messina, dove si laurea in filosofia e comincia ad interessarsi di cinema. Organizza proiezioni e dibattiti in diversi circoli culturali, prediligendo le tematiche neorealiste. Entra nella redazione della rivista Giovane Critica con il ruolo di critico cinematografico e letterario.
Nel 1965 si trasferisce a Roma dove lavora fino al 1969 come operatore e aiuto regista in sei film, alcuni dei quali di Gianni Puccini, ma anche con Giulio Questi (in Se sei vivo spara) Vittorio De Seta, Anna Gobbi, Andrea Frezza, Liliana Cavani. Nello stesso tempo lavora anche per la televisione, dirige dal 1967 servizi per diverse rubriche, fa da assistente ad Ugo Gregoretti sia nel documentario Sette anni dopo sia in molti caroselli pubblicitari, collabora con Alfredo Angeli, Enrico Sannia e Giulio Paradisi. Inoltre dirige alcuni documentari industriali.
Nel 1970 si mette dietro la macchina da presa nell'ambito dei programmi Rai, in un periodo in cui la televisione di stato favorisce l'esordio di molti giovani registi, realizza per la serie Film Sperimentali per la TV la pellicola La fine del gioco, a cui fanno seguito nel 1973 La città del sole, tratto dall'omonima opera di Tommaso Campanella, che vince il Gran Premio del Festival di Thonon-Les-Bains dell'anno successivo, quindi Bertolucci secondo il cinema (1976), un documentario sulla lavorazione dal film Novecento. Dello stesso anno è anche Effetti speciali, un thriller imperniato sul mondo del cinema, mentre due anni dopo dirige il giallo La morte al lavoro, tratto dal racconto Il ragno di Hanns H. Ewers, vincitore del premio FIPRESCI al Festival di Locarno, il Gran Premio Speciale della Giuria e il Premio della Critica al Festival di Hyères.
Nel 1979 gira quello che è considerato il suo lavoro migliore sul piccolo schermo, Il piccolo Archimede, molto apprezzato dalla critica - qualcuno lo paragona addirittura a Luchino Visconti - adattato dal romanzo omonimo di Aldous Huxley, che frutta a Laura Betti il premio di miglior attrice al Festival internazionale del cinema di San Sebastián. Infine, nel 1983, realizza il suo ultimo lavoro televisivo per Rai 3, I velieri, tratto dal racconto omonimo di Anna Banti, per la serie 10 scrittori italiani, 10 registi italiani.
Nel 1982 gira il suo primo film, Colpire al cuore, in otto settimane e con scarsissimi mezzi. Presentato al Festival di Venezia, il film affronta il tema del terrorismo nell'ottica di un rapporto contrastato tra padre e figlio e riscuote grande favore della critica. I consensi si confermano nel 1987 con I ragazzi di via Panisperna, che racconta le vicende del gruppo di fisici di cui facevano parte, negli anni trenta, Enrico Fermi ed Edoardo Amaldi. Girato in due versioni - una più lunga per il piccolo schermo - ottiene numerosi riconoscimenti, tra cui il premio per la miglior sceneggiatura al Festival Europacinema di Bari, il premio per il miglior film al Festival di Abano Terme, e il Premio Valmarana. Nel 1989 il film Porte aperte, tratto dal romanzo omonimo di Leonardo Sciascia e interpretato da Gian Maria Volonté, lo lancia come autore di dimensioni internazionali e gli procura una candidatura per l'Oscar nel 1991. Vince inoltre 4 premi Felix, 2 Nastri d'argento, 4 David di Donatello e 3 Globi d'oro assegnati dalla stampa estera in Italia.
Nei quattro film che seguono Porte aperte, sviluppa tematiche legate alla realtà sociale con dolorosa partecipazione e sensibilità artistica. Con Il ladro di bambini, il suo maggior successo commerciale, vince nel 1992 il Gran premio speciale della giuria al Festival di Cannes e l'European Film Award come miglior film, oltre a 2 Nastri d'argento, 5 David di Donatello e 5 Ciak d'oro. Lamerica si aggiudica nel 1994 il premio Osella d'oro alla Mostra del cinema di Venezia, oltre al Premio Pasinetti come miglior film. Inoltre vince 2 Nastri d'argento, 3 David di Donatello e 3 Ciak d'oro. Quattro anni dopo, Così ridevano, probabilmente il suo lavoro di più difficile comprensione per il grande pubblico, vince il Leone d'oro alla Mostra del cinema di Venezia.
Alla 61ª edizione del Festival di Venezia si presenta in concorso con il film Le chiavi di casa, tratto dal romanzo di Giuseppe Pontiggia Nati due volte, affrontando il tema di un padre che tenta di stabilire un rapporto col figlio disabile. Il film non vince nessun premio. Pochi mesi dopo viene selezionato come candidato italiano agli Oscar per il miglior film straniero, senza rientrare però nella cinquina dei finalisti. Il mese seguente si aggiudica il Nastro d'argento per la miglior regia. Una delle ultime fatiche di Amelio per il grande schermo è La stella che non c'è (2006), ispirato al romanzo di Ermanno Rea La dismissione, ma liberamente adattato dal regista che ha voluto idealmente partire là dove il romanzo di Rea finiva. La storia racconta il viaggio che il protagonista (Sergio Castellitto) compie in Cina per rintracciare l'acciaieria dismessa dove ha lavorato per molti anni. Il film è stato presentato in concorso alla Mostra del Cinema di Venezia 2006.
Dal 1983 al 1986 ricopre la carica di insegnante nel corso di regista al Centro sperimentale di cinematografia. Nel 1992 viene nominato membro della giuria alla 49ª edizione della Mostra del cinema di Venezia, e nel 1995 ricopre le stesse mansioni al Festival di Cannes. Il 9 dicembre 2008 viene nominato direttore del Torino Film Festival che ha diretto fino alla trentesima edizione, nel 2012 quando ha una dura polemica per la sua gestione con Ken Loach.

## Vita privata
Il 28 gennaio 2014 fa coming out dichiarandosi omosessuale sulle pagine del quotidiano la Repubblica.

## Filmografia

### Regista

#### Lungometraggi
- Colpire al cuore (1983)
- I ragazzi di via Panisperna (1988)
- Porte aperte (1990)
- Il ladro di bambini (1992)
- Lamerica (1994)
- Così ridevano (1998)
- Le chiavi di casa (2004)
- La stella che non c'è (2006)
- Il primo uomo (2011)
- L'intrepido (2013)
- La tenerezza (2017)
- Hammamet (2020)
- Il signore delle formiche (2022)
- Campo di battaglia (2024)

#### Cortometraggi
- Il mercante (1992)
- Casa d'altri (2017)
- Passatempo (2019)

#### Documentari
- Felice chi è diverso (2014)
- Registro di classe: Libro primo, 1900-1960 (2015)
- Registro di classe: Libro secondo, 1968-2000 (2015)

#### Televisione
- Undici immigrati – cortometraggio documentario (1967)
- Il campione – cortometraggio (1967)
- La fine del gioco, serie Programmi sperimentali per la TV – film TV (1970)
- La città del sole, serie Programmi sperimentali per la TV – film TV (1973)
- Bertolucci secondo il cinema, serie Programmi sperimentali per la TV – documentario (1976)
- Effetti speciali, serie Ultima scena - Cinque storie fantastiche sul mondo dello spettacolo – film TV (1978)
- La morte al lavoro, serie Ultima scena - Cinque storie fantastiche sul mondo dello spettacolo – film TV (1978)
- Il piccolo Archimede, serie Novelle dall'Italia – film TV (1979)
- In cammino – cortometraggio (1979)
- I velieri, serie Dieci registi italiani, dieci racconti italiani – serie TV (1983)
- Vocazione – cortometraggio (1984)
- Passeggeri – cortometraggio (1984)
- Idalina – cortometraggio (1984)
- La squadra del lunedì – cortometraggio (1985)
- Camera oscura – cortometraggio (1985)
- 6 Mina – cortometraggio (1985)
- Non è finita la pace, cioè la guerra – cortometraggio documentario (1997)
- Alfabeto italiano – serie TV, 1 episodio (1999)

### Sceneggiatore

#### Cinema
- Colpire al cuore (1983)
- I ragazzi di via Panisperna (1988)
- Porte aperte (1990)
- Il ladro di bambini (1992)
- Lamerica (1994)
- Così ridevano (1998)
- Le chiavi di casa (2004)
- La stella che non c'è (2006)
- Il primo uomo (2011)
- L'intrepido (2013)
- La tenerezza (2017)
- Hammamet (2020)
- Il signore delle formiche (2022)
- Campo di battaglia (2024)

#### Televisione
- La fine del gioco (1970)
- La città del sole (1973)
- Effetti speciali (1978)
- La morte al lavoro (1978)
- Il piccolo Archimede (1979)
- In cammino – cortometraggio (1979)
- Dieci registi italiani, dieci racconti italiani – serie TV, 1 episodio (1983)
- Non è finita la pace, cioè la guerra – cortometraggio documentario (1997)

## Libri
- Gianni Amelio, Politeama, Mondadori, 2016
- Gianni Amelio, Padre quotidiano, Mondadori, 2018
- Gianni Amelio, Un film che si chiama desiderio, Einaudi, 2010
- Gianni Amelio e Umberto Contarello, La stella che non c'è, Marsilio, 2006
- Gianni Amelio, Lamerica, Einaudi, 1994

## Riconoscimenti
- David di Donatello
  - 1983 - Candidatura al miglior film per Colpire al cuore
  - 1983 - Candidatura al miglior regista per Colpire al cuore
  - 1983 - Candidatura alla migliore sceneggiatura per Colpire al cuore
  - 1990 - Miglior film per Porte aperte
  - 1990 - Candidatura al miglior regista per Porte aperte
  - 1990 - Candidatura alla migliore sceneggiatura per Porte aperte
  - 1992 - Miglior film per Il ladro di bambini
  - 1992 - Miglior regista per Il ladro di bambini
  - 1992 - Candidatura alla migliore sceneggiatura per Il ladro di bambini
  - 1995 - Candidatura al miglior regista per Lamerica
  - 2005 - Candidatura al miglior film per Le chiavi di casa
  - 2005 - Candidatura al miglior regista per Le chiavi di casa
  - 2005 - Candidatura alla migliore sceneggiatura per Le chiavi di casa
  - 2007 - Candidatura al Premio Film Commission Torino Piemonte per La stella che non c'è
  - 2018 - Candidatura al miglior film per La tenerezza
  - 2018 - Candidatura al miglior regista per La tenerezza
  - 2018 - Candidatura alla migliore sceneggiatura adattata per La tenerezza
  - 2021 - Candidatura al miglior film per Hammamet
  - 2021 - Candidatura al miglior regista per Hammamet
  - 2023 - Candidatura al miglior film per Il signore delle formiche
  - 2023 - Candidatura al miglior regista per Il signore delle formiche
  - 2023 - Candidatura alla migliore sceneggiatura originale per Il signore delle formiche
- Nastro d'argento
  - 1983 - Miglior soggetto originale per Colpire al cuore
  - 1991 - Miglior regista per Porte aperte
  - 1991 - Candidatura alla migliore sceneggiatura per Porte aperte
  - 1993 - Miglior regista per Il ladro di bambini
  - 1993 - Migliore sceneggiatura per Il ladro di bambini
  - 1995 - Miglior regista per Lamerica
  - 1995 - Candidatura alla migliore sceneggiatura per Lamerica
  - 1999 - Candidatura al miglior regista per Così ridevano
  - 1999 - Candidatura alla migliore sceneggiatura per Così ridevano
  - 2005 - Miglior regista per Le chiavi di case
  - 2005 - Candidatura alla migliore sceneggiatura per Le chiavi di case
  - 2016 - Candidatura al miglior documentario per Registro di classe: Libro primo, 1900-1960
  - 2016 - Candidatura al miglior documentario per Registro di classe: Libro secondo, 1968-2000
  - 2017 - Miglior film per La tenerezza
  - 2017 - Miglior regista per La tenerezza
  - 2020 - Candidatura al miglior film per Hammamet
  - 2020 - Candidatura al miglior regista per Hammamet
  - 2023 - Candidatura al miglior film per Il signore delle formiche
- Leone d'Oro 1998 - Miglior film per Così ridevano
- Ciak d'oro
  - 1989 - Candidatura alla migliore sceneggiatura per I ragazzi di via Panisperna
  - 1991 - Migliore sceneggiatura per Porte aperte
  - 1993 - Miglior film per Il ladro di bambini
  - 1993 - Miglior regista per Il ladro di bambini
  - 1993 - Migliore sceneggiatura per Il ladro di bambini
  - 1995 - Miglior regista per Lamerica
  - 1995 - Candidatura alla migliore sceneggiatura per Lamerica
  - 1999 - Candidatura alla migliore sceneggiatura per Così ridevano
  - 2005 - Migliore sceneggiatura per Le chiavi di casa
  - 2012 - Migliore sceneggiatura per Il primo uomo
  - 2012 - Super Ciack d'oro
  - 2017 - Miglior regista per La tenerezza
  - 2020 - Candidatura al miglior film per Hammamet
  - 2020 - Candidatura al miglior regista per Hammamet
  - 2022 - Candidatura al miglior regista per Il signore delle formiche
- Premio Flaiano 2017[3]
- Premio Robert Bresson 2017
- Globo d'oro alla carriera 2018[4]